# Mona (musikalbum)
Mona är ett album av Mona Gustafsson, och hennes debutalbum i eget namn. 1977.

## Låtlista
1. Tänk om en ros kunde tala (Schön war'n die Tage der Rosen) (Heino Gaze, Roland Edling)
2. En vanlig lördagskväll (Mona Gustafsson)
3. Try a Little Kindness (Bobby Austin)
4. Min väg hem (Mona Gustafsson)
5. Take Me Home, Country Roads (John Denver)
6. Krama mig igen (Thorleif Torstensson)
7. Min dröm om dej (Mona Gustafsson)
8. (Hey Won't You Play) Another Somebody Done Somebody Wrong Song  (Larry Butler, Chips Moman)
9. Jag vill se dig (Let Me be There) (John Rostill, Gert Lengstrand)
10. Visst händer det (Everybody's Somebody's Fool) (Howard Greenfield, Jack Keller, Monica Forsberg
11. For the Good Times (Kris Kristofferson)
12. Du kom för sent (Walk on By) (Kendall Hayes, Leopold)